# Flockelsläktet
Flockelsläktet (Eupatorium) är ett växtsläkte i familjen korgblommiga växter med ett 40-tal arter.
Tidigare var släktet stort och artrikt, men numera har flera mindre släkten brutits ut, bland andra ormrotsflockelssläktet (Ageratina), Chromolaena, Critonia, Conoclinium, rosenflockelssläktet (Eutrochium), Fleischmannia, Koanophyllon och Tamaulipa.

## Dottertaxa
I Catalogue of Life listas följande som dottertaxa till Flocklar, i alfabetisk ordning:
- Eupatorium agrigaudium
- Eupatorium album
- Eupatorium alpestre
- Eupatorium altissimum
- Eupatorium amabile
- Eupatorium amambayense
- Eupatorium angustilobum
- Eupatorium anomalum
- Eupatorium arakianum
- Eupatorium areniscophilum
- Eupatorium argentinum
- Eupatorium asper
- Eupatorium asperrimum
- Eupatorium azangaroense
- Eupatorium bellataefolium
- Eupatorium benguetense
- Eupatorium boyacense
- Eupatorium burchellii
- Eupatorium camiguinense
- Eupatorium cannabinum
- Eupatorium capillifolium
- Eupatorium charpinii
- Eupatorium chinense
- Eupatorium clibadioides
- Eupatorium compositifolium
- Eupatorium compressum
- Eupatorium concinnum
- Eupatorium conspicuum
- Eupatorium contortum
- Eupatorium cordifolium
- Eupatorium cordigerum
- Eupatorium crenifolium
- Eupatorium crenulatum
- Eupatorium cuneifolium
- Eupatorium cyrili-nelsonii
- Eupatorium dispalatum
- Eupatorium doichangense
- Eupatorium dubium
- Eupatorium dumosum
- Eupatorium fiebrigii
- Eupatorium fistulosum
- Eupatorium formosanum
- Eupatorium fortunei
- Eupatorium fotunei
- Eupatorium gnaphalioides
- Eupatorium godfreyanum
- Eupatorium griseum
- Eupatorium hebes
- Eupatorium hecatanthum
- Eupatorium hieronymi
- Eupatorium hualienense
- Eupatorium hyssopifolium
- Eupatorium inulifolium
- Eupatorium ixiocladon
- Eupatorium kingii
- Eupatorium laevigatum
- Eupatorium lancifolium
- Eupatorium leptophyllum
- Eupatorium leucolepis
- Eupatorium lindleyanum
- Eupatorium lineatum
- Eupatorium littorale
- Eupatorium luchuense
- Eupatorium lymansmithii
- Eupatorium macrochaetum
- Eupatorium maculatum
- Eupatorium makinoi
- Eupatorium maracayuense
- Eupatorium marquezianum
- Eupatorium mikanioides
- Eupatorium mohrii
- Eupatorium nanchuanense
- Eupatorium nodiflorum
- Eupatorium novae-angliae
- Eupatorium nummularia
- Eupatorium obtusissmum
- Eupatorium omeiense
- Eupatorium orbiculatum
- Eupatorium organense
- Eupatorium ostenii
- Eupatorium oxylepis
- Eupatorium paucicapitulatum
- Eupatorium perfoliatum
- Eupatorium petiolata
- Eupatorium pilosum
- Eupatorium pinnatifidum
- Eupatorium piptopappum
- Eupatorium plebeia
- Eupatorium plectranthifolium
- Eupatorium polycladum
- Eupatorium polyneuron
- Eupatorium prasiifolium
- Eupatorium purpureum
- Eupatorium quaternum
- Eupatorium ramosissimum
- Eupatorium resinosum
- Eupatorium rosengurttii
- Eupatorium rotundifolium
- Eupatorium sambucifolium
- Eupatorium schininii
- Eupatorium selloi
- Eupatorium semiserratum
- Eupatorium serotinum
- Eupatorium sessilifolium
- Eupatorium shimadai
- Eupatorium sprengelianum
- Eupatorium squamosum
- Eupatorium steetzii
- Eupatorium subcordatum
- Eupatorium suffruticosum
- Eupatorium tashiroi
- Eupatorium tawadae
- Eupatorium tequendamense
- Eupatorium toppingianum
- Eupatorium trichospermoides
- Eupatorium tripartitum
- Eupatorium urbanii
- Eupatorium variabile
- Eupatorium verticillatum
- Eupatorium yakushimaense

## Bildgalleri

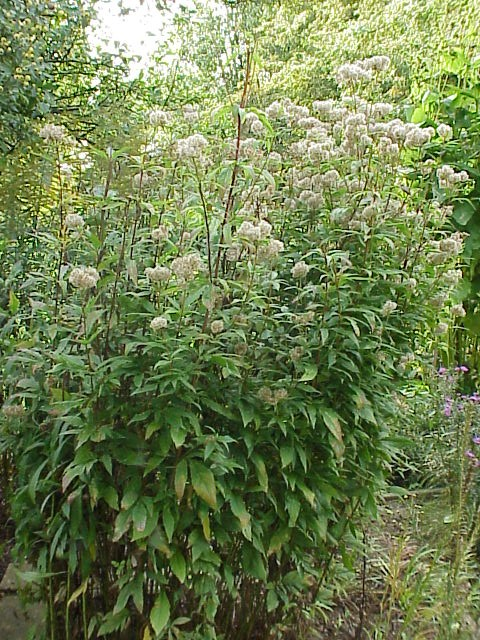
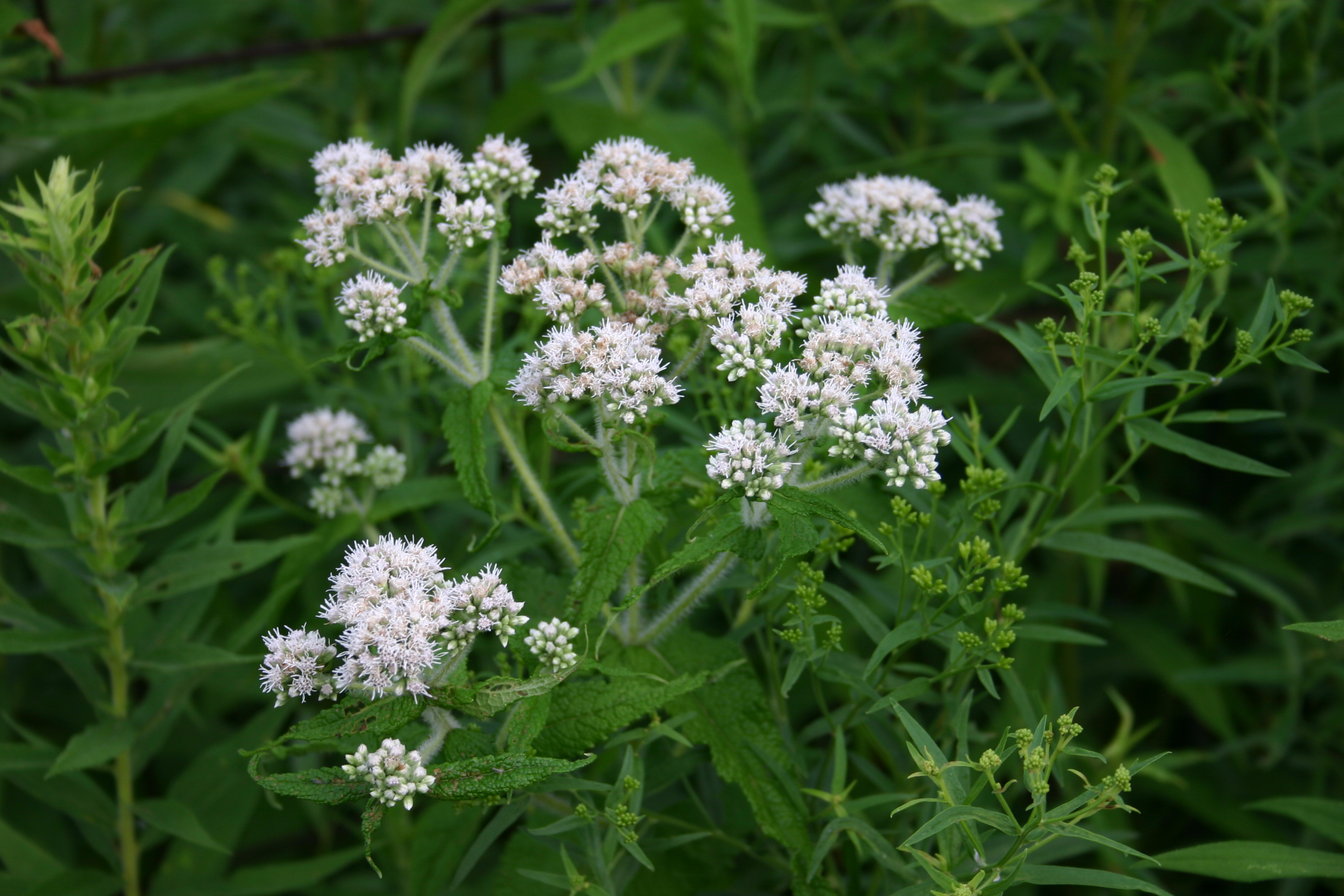
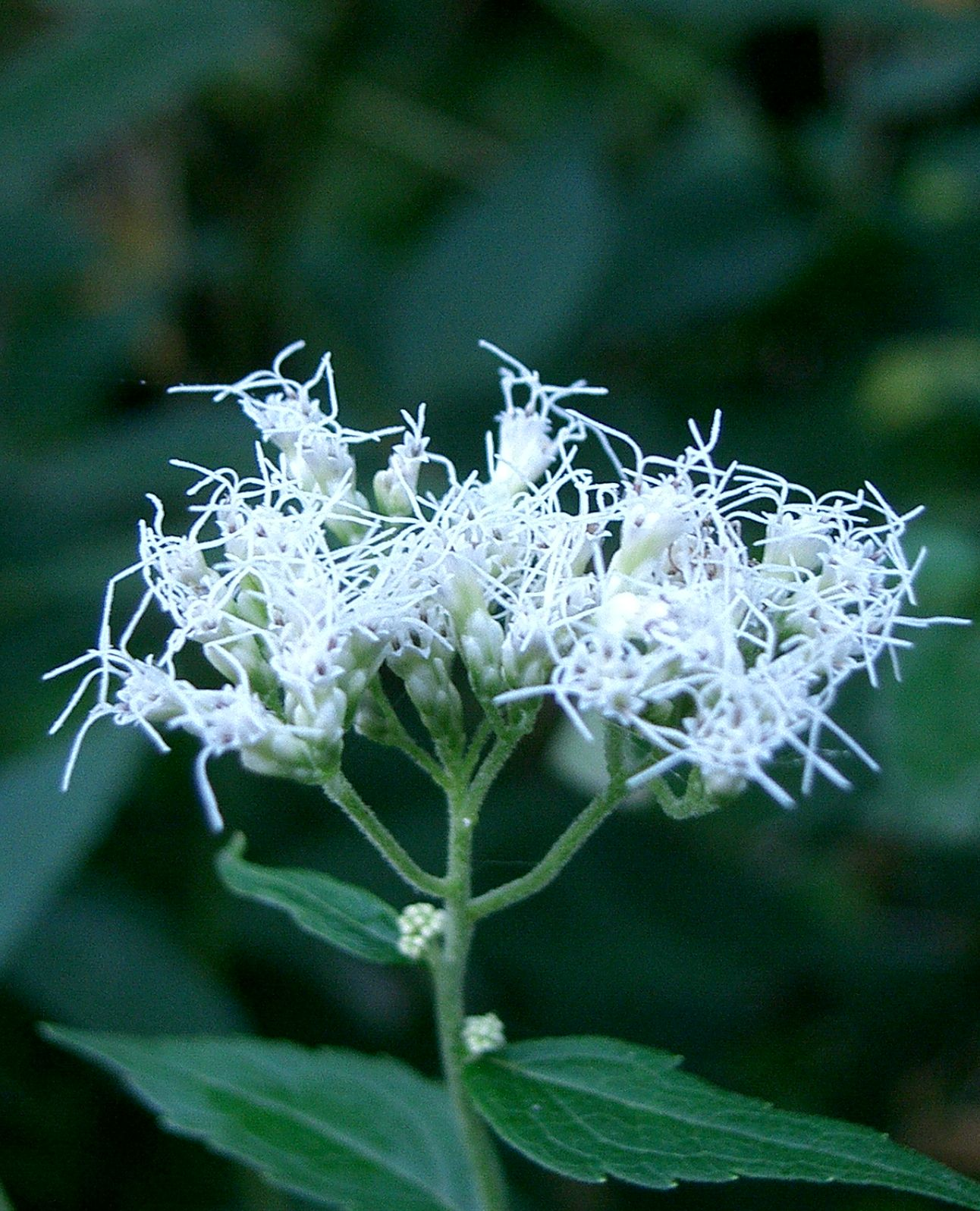